# Athlétisme en Équateur

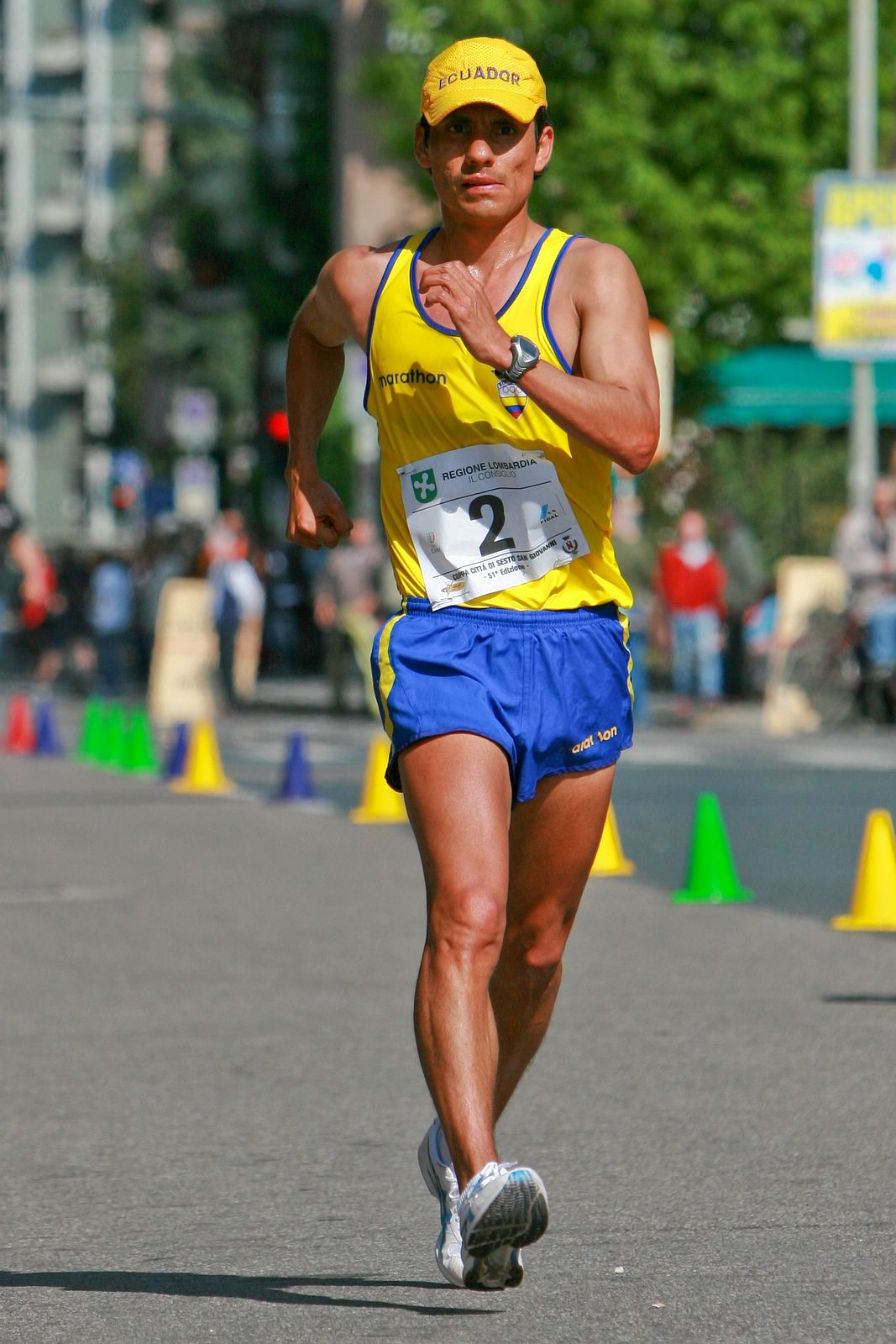
Jefferson Pérez, le seul équatorien médaillé olympique. Ici en 2008 à Sesto San Giovanni (Italie)

L'athlétisme est la seule discipline dans laquelle l'Équateur a obtenu des médailles olympiques, en l'occurrence les médailles d'or (Atlanta, 1996) et d'argent (Pékin, 2008) obtenues par le marcheur Jefferson Pérez. Au printemps 2017, malgré l'existence d'un programme national de soutien aux athlètes de haut-niveau, l'Équateur ne disposait encore d'aucune piste aux normes internationales. Parmi les athlètes équatoriens remarquables, on peut citer Jefferson Pérez, champion olympique (1996) et triple champion du monde (2003, 2005 et 2007) du 20 kilomètres marche, Alex Quiñonez, finaliste du 200 mètres aux jeux olympiques de Londres, Ángela Tenorio, ancienne détentrice du record d'Amérique du Sud du 100 mètres avec un temps de 10 s 99, Maribel Caicedo, championne du monde des moins de 18 ans du 100 mètres haies en 2015, ou Glenda Morejón, championne du monde des moins de 18 ans du 5000 mètres marche en 2017.
Depuis 2016, l'équatorien Jefferson Pérez s'implique dans l'animation de l'athlétisme au niveau mondial en intégrant de la commission de la marche athlétique de l'IAAF, en remplacement de Fausto Mendoza Cajas, ancien président de la Fédération équatorienne d'athlétisme, et aux côtés d'autres marcheuses et marcheurs comme Maurizio Damilano, Robert Korzeniowski ou Jane Saville. L'athlétisme équatorien est représenté dans les instances internationales par la Fédération équatorienne d'athlétisme (en) (federación ecuatoriana de atletismo), membre de l'Association internationale des fédérations d'athlétisme (IAAF).